# Oh Yoon-kyung
Oh Yoon-kyung   (Corea del Nord, 6 d'agost de 1941) fou un futbolista nord-coreà de la dècada de 1960.
Fou internacional amb la selecció de futbol de Corea del Nord amb la qual participà a la copa del Món de futbol de 1966.
A nivell de club destacà com a jugador de August 8 Sports Club.